# 所知障
所知障，又譯為智障、智礙，佛教術語，二障之一，所知障是大乘的別教所斷的惑，天台宗又稱為無始無明。
障在佛法修行的意義就是遮蔽，意謂有情眾生被無明、煩惱、惡業等種種障礙所障蔽，不能經由佛法的正確教導而得見正道，為無明（天台宗稱一念無明）所遮蔽，此為煩惱障。
無法成就佛陀一切知、所知不足而被遮蔽的障礙為所知障。這個障礙可理解為二乘覺者的業之習氣，說一切有部又稱為「不染污無知」。